# But It's Better If You Do
But It's Better If You Do är en låt av Panic! at the Disco från deras debutalbum A Fever You Can't Sweat Out, utgivet 2005. Den släpptes även som singel i maj 2006. Låten är skriven av Ryan Ross och titeln är tagen från ett citat ur filmen Closer.